# واصف طالبوف
وصیف طالبوف (به ترکی آذربایجانی: Vasif Talıbov) (زاده ۱۹۶۰ در شهرستان شرور، جمهوری خودمختار نخجوان، ASSR) سیاست‌مدار آذربایجانی، عضو مجلس ملی جمهوری آذربایجان از حزب آذربایجان نوین که همزمان ریاست مجلس عالی جمهوری خودمختار نخجوان را از سال ۱۹۹۳ تا به امروز برعهده دارد. الهام علی‌اف در سال ۲۰۱۰ میلادی به وصیف طالبوف "مدال افتخار" را اهدا کرد.